# Izgubljeni zavičaj (1980.)
Izgubljeni zavičaj, hrvatski dugometražni film iz 1980. godine.
Film je nastao slobodnom adaptacijom dvaju proznih djela  Slobodana Novaka: kratkog romana "Izgubljeni zavičaj" te segmenta "Nekropola" iz romana "Izvanbrodski dnevnik", koji je iskorišten kao okvir priče filma.